# Marca Sajona Oriental

El territorio de la marca sajona oriental en 965.

La división de la "Sajona Oriental" después de 965: marca del Norte, marca de Lusacia, marca de Meissen, marca de Merseburgo y marca de Zeitz (en torno al año 1000)

La marca Sajona Oriental u Ostmark (en alemán: Sächsische Ostmark) fue una marca del Sacro Imperio Romano Germánico desde el siglo X hasta el siglo XII. La denominación marca oriental u "Ostmark" proviene del término latino Marcha orientalis y originalmente podía referirse tanto a una marca creada en la frontera oriental del Ducado de Sajonia u otra en la frontera oriental del Ducado de Baviera: la Marca Bávara Oriental, correspondiente después a Austria.
La Ostmark fue creada a partir de la vasta Marca Geronis de Gerón I después de su muerte en 965. En tanto que Gero murió sin descendencia, su territorio fue dividido con el establecimiento de la Marca del Norte entre los ríos Elba y Oder, mientras que el restante territorio correspondiente a la Marca Sajona Oriental consistía en los territorios meridionales entre los ríos Saale y Bóbr, correspondientes, grosso modo, al moderno estado federado alemán de Estado Libre de Sajonia. El emperador Otón I invistió a Odo I con el título de margrave.
En el mismo momento se formaron la Marca de Meissen, la Marca de Merseburgo y la Marca de Zeitz en la mitad meridional de la Ostmark. En 1002 el sucesor de Odo, Gero II, perdió la parte oriental de la marca en favor de Boleslao I de Polonia. Sin embargo, el hijo de Boleslao Mieszko II tuvo que devolver el territorio conquistado al emperador Conrado II en 1031. En 1046 Dedi I de la Casa de Wettin heredó la marca; a su hijo y sucesor Enrique I le fue concedida además la Marca de Meissen por el emperador Enrique IV en 1089. Ambas marcas permanecieron bajo la administración de la Casa de Wettin y más tarde se convirtieron en el núcleo del Electorado de Sajonia.
Después de que el Margraviato de Landsberg y la Marca de Lusacia fueron segregadas del territorio, el resto fue unido con el margraviato de Meissen en 1123. La última vez que Ostmark y Lusacia aparecen separadas es cuando la primera fue recibida por Enrique de Groitzsch en 1128 y la última fue reservada hasta 1131. Enrique, sin embargo, no prevaleció y hacia 1136 la marca fue devuelta a Conrado de Meissen. Durante las varias divisiones de los territorios de la Casa de Wettin, el territorio fue partido varias veces, la mayoría de ellas en favor de los Ducados Ernestinos.
El término Osterland sigue empleándose hoy para describir la región histórica que fue el centro de la marca. Mientras que las fronteras de la Ostmark cambiaron frecuentemente, en tiempos modernos el término suele referirse a la región entre los ríos Saale y Mulde.

## Lista de margraves
- Odón I, 965-993
- Gerón II, 993-1015
- Tietmaro, 1015-1030
- Odón II, 1030-1046
- Boleslao I de Polonia, 1002-1025
- Miecislao II de Polonia, 1025-1031
- Dedo I, 1046-1075
- Dedo II, fl. 1069
- Enrique I, 1075-1103
- Enrique II, 1103-1123
- Wiprecht, 1123-1124
- Alberto, 1123-1128
- Enrique III, 1128-1135

Desde este momento mejor conocidos como margraves de Lusacia.